# Cavia fulgida
La Cavia fulgida (Wagler, 1831) o Cavia shiny è una specie appartenente al genere Cavia. Questo roditore proviene dall'America del Sud. Oggi vive nella parte orientale del Brasile e nell'Argentina settentrionale.
Lo zoologo Wagler nel 1831 chiamò la specie Cavia fulgida, mentre P. W. Lund identificò la specie Cavia rufescens; ma solo Oldfield Thomas nel 1901 intuí che un'unica specie, che prese il nome scientifico di Cavia fulgida in quanto denominazione precedente.